# Parachute Regiment

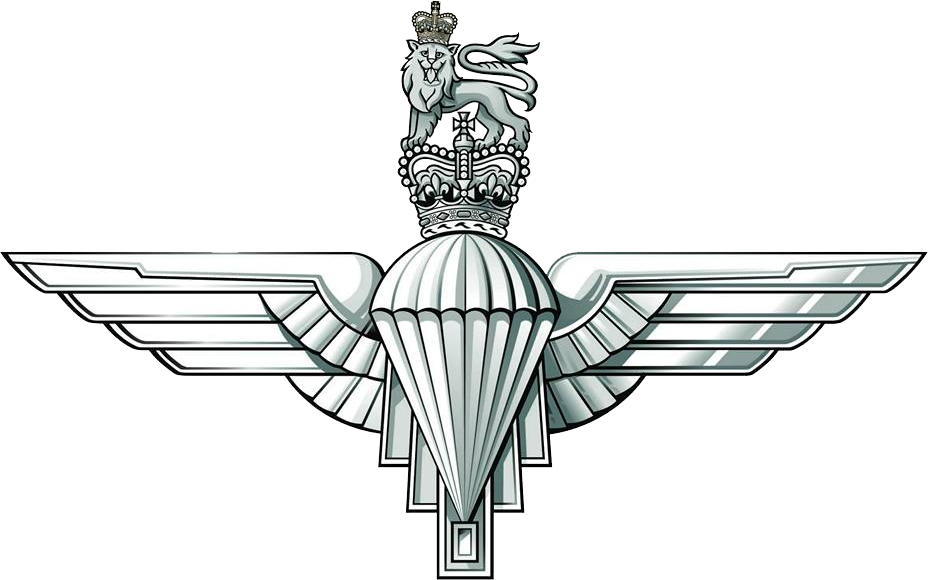
Förbandstecken.

Parachute Regiment (även kallad för "Paras") skapades 1940 när en av brittiska arméns commandoförband (No. 2 Cdo.) blev fallskärmsburna. I början av andra världskriget var förbandet ett renodlat commandoförband specialiserade på infiltration via luften med hjälp av fallskärmshoppning och glidflygplan. Men i slutet av andra världskriget utvecklades förbandet också till ett lätt skytteförband - för att kunna ta viktig nyckelterräng bakom fiendens linjer och ingick då i 1st Airborne Division.
Idag är fallskärmsregementet en snabbrörlig och slagkraftig infanteristyrka specialiserade på både helikopter- och fallskärmsoperationer, men förbandet har också möjlighet att förflytta sig med egna fordon. Fallskärmsregementet består av ca 2500 soldater organiserade i tre fallskärmsbataljoner, en artilleribataljon, ett ingenjörskompani samt signal-, underhålls- och sjukvårdsförband, där samtliga enheter är klassade som ett elitförband och är Storbritanniens fallskärmsburna infanteri- och commandoförband. Inom varje fallskärmsbataljon finns tre skyttekompanier, ett understödskompani och ett stabskompani. I understödskompaniet finns bataljonens tyngre vapensystem som tunga kulsprutor, granatkastare och pansarvärnsrobotar. Fallskärmsregementet har vissa likheter med de svenska jägarförbanden och den luftburna bataljonen.
Inom fallskärmsregementet finns även en Pathfinder Platoon som är ett fjärrspaningsförband som dolt skall ta sig in till operationsområdet och luftlandsättas upp till en vecka innan huvudstyrkan. Fjärrspaningsförbandets främsta uppgift är att lokalisera fiendeställningar, luftlandsättningsområden och helikopterlandningsplatser, men förbandet kan också användas för dold truppspaning och sabotage. Urvalsprocessen till Pathfinder Platoon påminner om SAS urvalsprocess och det är bara de allra bästa som tas ut. För många soldater är Pathfinder Platoon bara ett steg på vägen mellan fallskärmsregementet och SAS. Trots namnet Pathfinder Platoon består fjärrspaningsförbandet av två plutoner, en luftburen pluton och en bergspluton som i sin tur är indelade i fem fyramannapatruller. Det som skiljer plutonerna åt är att den luftburna plutonen är utbildade både i HALO- och HAHO-hoppning, medan bergsplutonen är endast utbildad i HALO-hoppning - men bergsplutonen har istället en mer omfattande utbildning i arktisk krigföring och bergsklättring.
Idag ingår två av fallskärmsregementets fallskärmsbataljoner i 16 Air Assault Brigade - medan den tredje fallskärmsbataljonen ingår i Special Forces Support Group. Alla fallskärmssoldater är frivilliga och genomgår en två dagars urvalskurs innan den 23 veckor långa grundkursen påbörjas, vilket påminner om Royal Marines Commandoutbildning. De kandidater som genomför grundkursen med godkänt resultat får sedan påbörja fallskärmsutbildning.